# Placa del mar de Banda

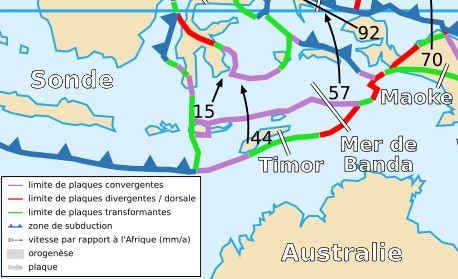
Mapa de la placa del mar de Banda y placas vecinas (en francés)

La placa del Mar de Banda es una placa tectónica en el oeste de Oceanía. Incorpara la isla de Ceram, el sur de Célebes e islas vecinas. En su límite sur es subducida por la placa de Timor y en el suroriente hay un pequeño borde divergente. Hacia el norte es delimitada por un límite convergente con la placa Cabeza de Pájaro, y hacia el oeste hay una falla transformante.